# Condado de Franklin (Nebraska)
El condado de Franklin (en inglés: Franklin County), fundado en 1867 y con nombre en honor a Benjamin Franklin, es un condado del estado estadounidense de Nebraska. En el año 2000 tenía una población de 3.574 habitantes con una densidad de población de 2 personas por km². La sede del condado es Franklin.

## Geografía
Según la oficina del censo el condado tiene una superficie total de 1492 km² (576,1 mi²), de los que la totalidad son tierra.

## Condados adyacentes
- Condado de Kearney - norte
- Condado de Webster - este
- Condado de Smith - sureste
- Condado de Phillips - suroeste
- Condado de Harlan - oeste
- Condado de Phelps - noroeste

## Demografía
Según el censo del 2000 la renta per cápita media de los habitantes del condado era de 29.304 dólares y el ingreso medio de una familia era de 34.958 dólares. En el año 2000 los hombres tenían unos ingresos anuales 26.192 dólares frente a los 18.214 dólares que percibían las mujeres. El ingreso por habitante era de 15.390 dólares y alrededor de un 13.2% de la población estaba bajo el umbral de pobreza nacional.

## Ciudades y pueblos
- Bloomington
- Campbell
- Franklin
- Hildreth
- Naponee
- Riverton
- Upland